# توكوبيلا
توكوبيلا هي مدينة وبلدية في شمال تشيلي في إقليم أنتوفاغاستا ، وهي عاصمة محافظة تحمل نفس الاسم .

في كل عام ، تحتفل بعيدها في 29 سبتمبر بعرض كبير ، والذي يتضمن عرضًا في الشارع الرئيسي للمدينة وطعام وألعاب نارية في منتصف الليل.
تنقسم المدينة إلى قسمين رئيسيين يتكونان من وسط المدينة وجزء أصغر يعرف باسم لا فيلا سور (حيث توجد المنازل الأكثر فخامة). يتم تقسيم الجزأين بواسطة محطة الطاقة الكهروحرارية ومصنع كبير لمعالجة الملح الصخري والشحن ، مع الطريق السريع الساحلي الذي يربط بين الجزأين. الجزء الشمالي من توكوبيلا هو موطن المباني البلدية والساحة المركزية والعديد من المتاجر والمحلات التجارية. يتم تغطية الانحدار الحاد للمدينة من الشاطئ إلى التلال الرأسية في المنازل والشقق المكتظة معًا لتوفير المساحة. يعد الشاطئ الاصطناعي الكبير المسمى "Covadonga" وشاطئ اصطناعي صغير يسمى "Caleta Boy" من عوامل الجذب الرئيسية خلال أشهر الصيف ويعملان كنقطة تركيز بعيدًا عن حرارة الطقس.أتاكاما . على الجانب الشمالي من المدينة ، يوجد شاطئ رملي أسود يسمى "El Panteón".

## أعلام
- أليخاندرو يودوروفسكي
- أليكسيس سانشيز